# Dysdera andreini
Dysdera andreini este o specie de păianjeni din genul Dysdera, familia Dysderidae, descrisă de Lodovico di Caporiacco în anul 1928.
Este endemică în Italia. Conform Catalogue of Life specia Dysdera andreini nu are subspecii cunoscute.